# チュヴァシ人
チュヴァシ人（チュヴァシ語：чӑвашсем, чӑваш халӑхӗ、ロシア語：чуваши、タタール語：Чуашлар）は、ロシア連邦チュヴァシ共和国を中心に居住するテュルク系民族。
チュバシ人とも呼ばれる。

## 概要
総人口の約半数に相当する90万人が、チュヴァシ共和国に居住しており、共和国内の多数派（67.69 %）を占める。その他、タタールスタン共和国（総人口比7.7 %、アクスバイ地区、ブア地区、ヌルラト地区、タテシュ地区、チルメシャン地区、チュプラレ地区など）、バシコルトスタン共和国（7.1 %）、サマラ州（6.2 %）、ウリヤノフスク州（6.8 %）、チュメニ州、ケメロヴォ州、オレンブルク州、モスクワ州、クラスノヤルスク地方、カザフスタン、ウクライナなどにも住民が存在する。
テュルク諸語の中で特異な特徴を持つチュヴァシ語を母語とするが、第2言語としてロシア語やタタール語を話す者も多い。
ムスリムが多いテュルク系民族では例外的に、住民の大半が正教の信徒である。
言語的特徴から、3つの下位集団に分類される。

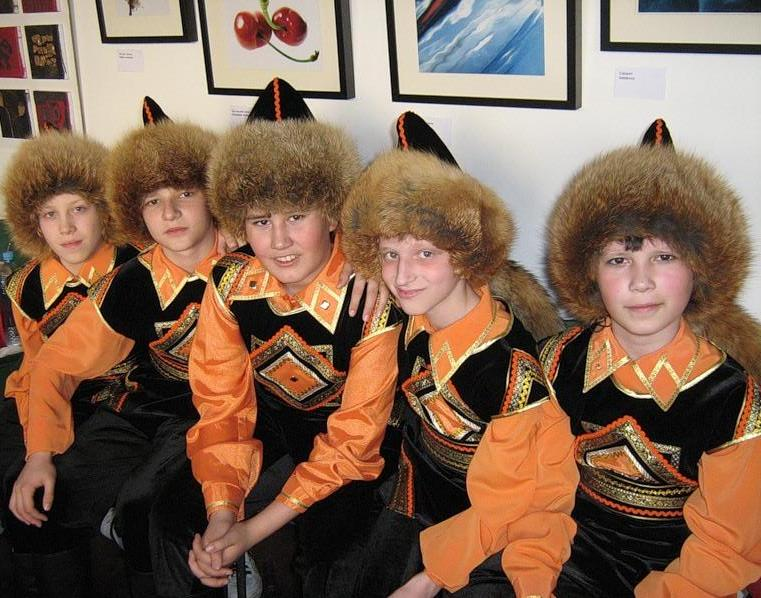
チュヴァシ人の少年たち

- 高地チュヴァシ（вирьял, тури）：北チュヴァシヤ、北東チュヴァシヤ
- 草原チュヴァシ（анат енчи）：中央チュヴァシヤ、南西チュヴァシヤ
- 低地チュヴァシ（анатри）：南チュヴァシヤ、チュヴァシヤ以外

## 民族起源説
チュヴァシ人の祖先は、10世紀にブルガール人のうちヴォルガ・ブルガール国を建国したヴォルガ・ブルガール系のスアル部族、サビル部族にさかのぼると考えられている。モンゴルによるヴォルガ地域の征服後、ブルガール人の一部は、北方のフィン・ウゴル系諸民族と混血して、15世紀から16世紀ごろに、現在のチュヴァシ人の原型が形成されたとみられる。チュヴァシ人は、15世紀にカザン・ハン国の支配下に置かれ、イスラーム化した一部は現在のタタール人と同化したとされる。そのために人種は元来はモンゴロイドであったが、現在は混血を重ねた結果としてコーカソイドに属する。
16世紀にチュヴァシ人の居住地域はロシア帝国に征服され、住民の正教への改宗が進んだ。1871年には、キリル文字を使ったチュヴァシ語の正書法が制定され、チュヴァシ人知識人層が形成されるようになった。
19世紀後半のロシア東洋学の発展により、古代のブルガール語がチュヴァシ語と近縁であることが明らかとなると、チュヴァシ人知識人の間で、自らの民族起源をヴォルガ・ブルガール国に求める意識が高まった。
一方で、1940年代のソ連民族学では、ブルガール人の子孫をタタール人に同定し、チュヴァシ人の民族起源をフィン・ウゴル系先住民族に位置づける学説が主流となった。こうした学説の背景には、ヴォルガ・ブルガール国を、ソ連領内で「自生的」に発展した民族集団として位置づけ、征服者であるモンゴル帝国の系譜を、ソ連邦内諸民族の民族起源説から排除する政治的な意図があった。これに反発したチュヴァシ人知識人は、ブルガール起源説を発展させ、1970年代には、タタール人知識人との間で、ブルガールの後継民族を巡る民族起源論争を繰り広げた。